# Retta d'altezza
La retta d'altezza, ricavata dalla misurazione dell'altezza di un astro sull'orizzonte e tracciata sulla carta nautica, è un luogo di posizione della nave.

## Scoperta
La scoperta della retta d'altezza si deve al capitano Thomas H. Sumner. Con la sua nave proveniente da Charleston (Sud Carolina) e diretta a Greenock (Scozia), dopo che per 700 miglia marine non aveva potuto rilevare la sua posizione a causa del maltempo, verso le ore 10 antimeridiane del 17 dicembre 1837, grazie ad un improvviso squarcio della fitta coltre di nebbia, riuscì a prendere un'altezza di Sole. Sumner stimava di trovarsi a sud dell'Irlanda in latitudine 51°37'N e longitudine 6°40'WG., in posizione prossima alla virata a nord per entrare nel Canale di San Giorgio: una virata prematura avrebbe portato la nave verso Carnsore Point, mentre una ritardata verso gli scogli di Small. Con quella unica altezza di Sole il Sumner calcolò la longitudine con i vecchi metodi, però, non fidandosi della latitudine stimata, rifece il calcolo aumentandola prima di 10' poi di 20'. Ottenne così tre punti che riportati sulla carta nautica formavano una linea retta e che erano equidistanti tra loro. Questa retta puntava al fanale galleggiante di Small. Il Sumner intuì che questa retta era un luogo di posizione della nave, cambiò rotta e seguì questa linea e dopo un'ora avvistò il fanale di prora.
Nel 1843, dopo sei anni, il Sumner descrisse la sua scoperta in un opuscolo intitolato "A New and Accurate Method of Finding a Ship's Position at Sea, by Projection on Mercator's Chart" pubblicato a Boston che ebbe subito una larga diffusione, tanto che un anno più tardi fu adottato da tutte le navi USA.

## Cerchio d'altezza

Il cerchio d'altezza (rosso) proiettato sulla sfera celeste:
P = Polo elevato, Z = Zenit dell'osservatore, A = Punto subastrale, QQ' = Equatore,
PG = Meridiano di Greenwich

## Vecchi metodi per la determinazione di longitudine e latitudine
Fino all'avvento del cronometro marino le coordinate di posizione della nave venivano ricavate con il metodo delle distanze lunari, che usava la posizione relativa della Luna nella sfera celeste per calcolare il tempo locale.
Il cronometro marino permetteva di calcolare l'angolo al polo e risolvere il triangolo di posizione per mezzo della formula di Eulero:
senh = senφ senδ + cosφ cosδ cosP

Il triangolo di posizione (rosso) proiettato sulla sfera celeste:
P = Polo elevato, Z = Zenit dell'osservatore, A = Punto subastrale, QQ' = Equatore,
PG = Meridiano di Greenwich

δ = A1A = Declinazione del punto astrale

λ = GZ1 = Longitudine dell'osservatore

φ = Z1Z = Latitudine dell'osservatore

p = A1Z1 = Angolo al polo

h = altezza dell'astro = 90° - AZ (AZ  = Distanza zenitale)
In pratica si procedeva in questo modo:

## Calcolo del punto determinativo della retta d'altezza

### Retta d'altezza definita da un punto e l'azimut

#### Metodo della longitudine
Con questo metodo, chiamato metodo Johnson o della longitudine, la retta di altezza che si traccia
sulla carta è tangente alla circonferenza.
Il metodo permette di determinare la longitudine ma non la latitudine, che deve essere nota o stimata; si determina un solo punto della circonferenza considerando l'intersezione del parallelo stimato con la curva.
Registrato il tempo cronometro [Tc] e l'altezza dell'astro [Ho] relativamente all'istante dell'osservazione, si passa al calcolo dell'angolo al polo [P] usando la relazione: 
{\displaystyle \tan {\frac {P}{2}}={\sqrt {\frac {\cos S\sin(S-h)}{\cos(S-p)\sin(S-\phi )}}}}
dove 
{\displaystyle S={\frac {\phi +p+h}{2}}}
Calcolato il valore dell'angolo al polo, si applica la stessa procedura per
il calcolo della longitudine λd. Il punto determinativo avrà le coordinate:
{\displaystyle D(\phi _{s};\Delta _{d})}; per tracciare la retta d'azimut occorre determinare l'angolo
azimutale dell'astro osservato; si applica una delle Formule di Borda, applicata all'angolo azimutale:
{\displaystyle \tan {\frac {Z}{2}}={\sqrt {\frac {\sin(S-\phi )\sin(S-h)}{\cos S\cos(S-p)}}}}
Dall'angolo azimutale si passa all'azimut; la retta di altezza Johnson
passa per il punto determinativo ed è perpendicolare alla direzione
dell'azimut.
La retta Johnson presenta le stesse difficoltà ed incertezze
sull'intersezione del parallelo stimato con la circonferenza di altezza;
l'intersezione è assicurata osservando astri lontani dal meridiano
dell'osservatore.

## Errori delle rette d'altezza
Possono esserci due tipi di errori nelle rette di altezza.
Gli errori di tipo sistematici, quando l oggetto che viene utilizzato per prendere il rilevamento ( di solito il sestante ) presenta qualche malfunzionamento.
Gli errori di tipo accidentale, essi sono causati, per esempio, da movimenti bruschi della nave o effetti naturali tipo follate di vento.
Gli errori possono essere minimizzati graficamente grazie a delle bisettrici che rendono il punto nave il più preciso possibile.

## Determinazione del punto nave

### Con una sola retta d'altezza
La retta d’altezza isolata viene impiegata nella navigazione astronomica come strumento di valutazione della corrente in zona, a condizione che l’astro sia sulla prora ( o a poppa) dell'unità. La valutazione parte da una considerazione semplice: 
se il punto determinativo cade a proravia del punto stimato (Δh=hv-hs >0) vuol dire che la corrente è di poppa;
se il punto determinativo cade a poppavia del punto stimato (Δh=hv-hs< 0) vuol dire che la corrente è di prora;
se il punto determinativo coincide con il punto stimato (Δh=hv-hs= 0) la corrente è nulla .
L’osservazione ad una singola retta è preferibile al passaggio del meridiano dell'osservatore dell’astro, in quanto un ritardo/anticipo sull’osservazione è strettamente correlato ad uno spostamento di longitudine mentre la differenza delle altezze, misurata e stimata, indica uno spostamento in latitudine, rimane il problema che la nave non è identificata da un punto geografico ma la sua posizione rimane su tutti i punti subastrali che rilevano la medesima differenza di altezze

## Effemeridi nautiche

### Generalità
Per le esigenze del navigante, quali la conoscenza degli orari in cui avvengono i crepuscoli o l'istante del sorgere/tramonto del Sole o altri astri, o per poter effettuare le osservazioni astronomiche stellari, vengono pubblicate annualmente le Effemeridi nautiche (edizione italiana), da parte dell'Istituto Idrografico della Marina. Tale pubblicazione rappresenta il formato ridotto rispetto ai cataloghi delle stelle; per gli usi dei naviganti vengono considerate due parti: quella composta dalle pagine giornaliere (triplette di giorni dal 1º gennaio al 31 dicembre dell'anno in corso) e la parte detta "pagine gialle" composta dalle correzioni di tempo e di angolo da apportare agli astri osservati per la determinazione del punto nave astronomico.
Le pagine giornaliere (figure 1 e 2) riportano:
- coordinate equatoriali (angolo orario e declinazione) dei pianeti più visibili e impiegati per la determinazione del punto nave astronomico (Venere, Marte, Giove, Saturno);
- coordinate equatoriali e parallasse della Luna;
- coordinate equatoriali del Sole;
- angolo orario sidereo del punto gamma;
- coordinate equatoriali di 66 stelle (le più usate nelle osservazioni astronomiche);
- orario di inizio/fine crepuscolo nautico mattinale/serale, sorgere/tramonto del Sole e della Luna;
- orari passaggio in meridiano dei pianeti di cui al punto 1, del Sole, della Luna, fase della Luna.
Tutti i dati sono riferiti al meridiano di Greenwich, meridiano centrale del fuso ZULU. Gli orari dei crepuscoli, sorgere/tramonto e passaggio al meridiano possono ritenersi validi anche per il meridiano centrale di tutti gli altri fusi; per tale motivo, per ottenere l'ora locale (tm) in cui avviene un evento è sufficiente effettuare la correzione fuso (cf) ovvero la differenza, in minuti, tra il meridiano centrale del fuso e il meridiano dell'osservatore; quindi apportare all'ora letta sugli orologi (ora fuso) la correzione fuso (cf) per ottenere l'ora locale (tm).
Le pagine gialle (figure 3 e 4) sono formate da una parte riguardante le correzioni di tempo da apportare agli angoli orari interi ricavati dalle pagine giornaliere e da una serie di tavole di correzione delle altezze di Luna, Polare, Stelle e pianeti, Sole; tali tavole vengono impiegate nel corso dei calcoli per la determinazione dell'altezza vera di un astro, nella determinazione del punto nave astronomico.
Figura 1 – Pagina giornaliera Effemeridi nautiche 2008
(pagina tratta dalla pubblicazione edita dall'IIM I.I. 3132 – ed 2008, obblighi di legge assolti)
Figura 2 - Pagina giornaliera Effemeridi nautiche 2008
(pagina tratta dalla pubblicazione edita dall'IIM I.I. 3132 – ed 2008, obblighi di legge assolti)
Figura 3 – “Pagine gialle” delle Effemeridi Nautiche 2008
(pagina tratta dalla pubblicazione edita dall'IIM I.I. 3132 – ed 2008, obblighi di legge assolti)
Figura 4 – “Pagine gialle” delle Effemeridi Nautiche 2008
(pagina tratta dalla pubblicazione edita dall'IIM I.I. 3132 – ed 2008, obblighi di legge assolti)

### Fusi orari e definizione fuso
Per evitare gli inconvenienti che si avrebbero se ogni località adottasse l'ora media locale (tm) del proprio meridiano, la Terra è stata divisa in 24 fusi, ampi 15° di longitudine, in ognuno dei quali vige l'ora media del meridiano centrale del fuso (ora fuso). Detti fusi vengono numerati da 1 a 12 e nominati con le lettere da A a M verso Est e con le lettere da N a Y verso Ovest assegnando al fuso di riferimento (passante per Greenwich) la lettera Z e il numero 0 (zero); i fusi nell'emisfero Est hanno ore più avanzate rispetto a Greenwich e quindi per passare dall'ora fuso all'ora di Greenwich bisogna sottrarre un numero intero di ore pari a quelle del fuso; i fusi dell'emisfero Ovest hanno ore meno avanzate e per il passaggio da ora fuso a ora di Greenwich bisogna sommare il numero di ore corrispondente al fuso.
Praticamente si deve effettuare la seguente operazione:
Tm = tf + F
dove Tm = Tempo medio a Greenwich, tf = tempo fuso ed F = numero del fuso
Questo sistema di regolazione degli orologi presenta i seguenti vantaggi:
- gli orologi di tutti i fusi segnano nello stesso istante lo stesso numero di minuti e di secondi e differiscono fra loro di un numero intero di ore;
- tutte le località di uno stesso fuso hanno la stessa data e la stessa ora;
- l'ora fuso (tf) differisce di poco dalle ore medie locali (tm) dei vari meridiani compresi nello stesso fuso (massimo 30 min.).

La longitudine del meridiano centrale del fuso si indica con λf
tf - tm = λf - λ = cf * a 30 min. (correzione fuso)
Si definisce correzione fuso (cf) l'arco, espresso in tempo, compreso tra il meridiano centrale del fuso ed il meridiano passante per l'osservatore.

### Sorgere e tramonto del sole
DEFINIZIONE:
“Un astro sorge o tramonta quando l'altezza del centro dell'astro sull'orizzonte è 0° ” hv -*- = 0° VERO
Del Sole noi vediamo il sorgere o il tramonto APPARENTE, vediamo cioè apparire o scomparire il suo LEMBO SUPERIORE
ho -*- = 0° APPARENTE
Questa differenza è dell'ordine di 50' (tenuto conto delle correzioni per la rifrazione astronomica e per il semidiametro del Sole).

### Crepuscolo
Intervallo di tempo che segue il tramonto del Sole (o precede il sorgere), durante il quale, pur essendo l'astro sotto la linea dell'orizzonte, c'è ancora (o già, all'alba), una certa quantità di luce dovuta alla riflessione ed alla diffusione dei raggi solari da parte dell'atmosfera. Tale fenomeno varia in funzione della depressione del Sole e consente che avvenga in modo graduale il passaggio dalla luce del giorno all'oscurità della notte, o viceversa.
La durata del crepuscolo dipende dalla latitudine dell'osservatore, stagione, mese, condizioni meteorologiche, stato di trasparenza dell'atmosfera e declinazione del Sole.
Esistono tre tipi di crepuscolo: astronomico, civile e nautico.
CREPUSCOLO ASTRONOMICO: intervallo di tempo compreso tra il tramonto e inizio dell'oscurità completa (o tra fine dell'oscurità e il sorgere)
Il Sole ha una depressione (altezza negativa) compresa tra 0° e 18°.
CREPUSCOLO CIVILE: intervallo di tempo compreso tra il tramonto e l'istante in cui cessano di vedersi, distintamente, oggetti lontani (o tra l'istante in cui cominciano a vedersi distintamente oggetti lontani ed il sorgere). Il Sole in questo intervallo ha una depressione compresa tra 0° e 6°. Praticamente quando l'altezza del Sole vero (hv) è uguale a -6° si accendono/spengono le luci stradali e dei veicoli (i fanali di via delle unità navali si accendono/spengono al tramonto/sorgere del Sole).
CREPUSCOLO NAUTICO (impropriamente viene chiamato crepuscolo in quanto non inizia/termina con il sorgere/tramonto): intervallo di tempo compreso tra la depressione 6° e la depressione 12°; in questo lasso di tempo si possono effettuare le osservazioni astronomiche in quanto gli astri sono facilmente identificabili e la linea dell'orizzonte è ancora visibile.

### Calcolo orario del sorgere/tramonto del sole e di inizio/fine crepuscolo nautico mattinale/serale
Questi calcoli si eseguono con l'aiuto delle Effemeridi Nautiche. Per poterli effettuare è necessario conoscere:
- la data (per la consultazione delle Effemeridi)
- la propria posizione stimata (generalmente in mare) relativa all'ora tm dell'avvenimento astronomico (questa conoscenza è necessaria per determinare la correzione cf).
Normalmente si procede nel modo seguente:
1. Si consultano le Effemeridi in funzione del giorno dato (ogni pagina porta i dati relativi a 3 giorni consecutivi: tali dati quindi siano considerati costanti nei 3 giorni in questione) e si ricava l'ora tm grossolana riferita ad un certo intervallo di latitudine (quello in cui presumibilmente ci troveremo all'ora dell'avvenimento astronomico che ci interessa)
2. Con questo tm si stima sulla carta un valore di latitudine che abbia la precisione, al massimo, di mezzo grado.
3. Con tale valore di latitudine (preciso al mezzo grado) si ritorna a consultare le Effemeridi ed in funzione di esso si trova il valore del tm relativo al fenomeno astronomico che ci interessa.
4. Con il tm così trovato si esegue una stima precisa sulla carta nautica e si ottiene un punto stimato di coordinate: js e ls
5. A questo punto abbiano tutti gli elementi che ci servono per eseguire il calcolo: tm trovato sulle Effemeridi in funzione della data e della latitudine (al mezzo grado) punto stimato trovato con la stima sulla carta nautica, in funzione del tm.
Possiamo quindi procedere al calcolo.
Lo schema di calcolo è il seguente:
tm =___________________
+ cf =___________________
tf =____________________
La correzione fuso (cf), come si vede dallo schema di calcolo, serve per passare dall'ora locale (tm) riferita cioè al meridiano locale dell'osservatore, all'ora fuso (tf) riferita al meridiano centrale del fuso in cui si trova l'osservatore (ora del nostro orologio). Tale cf si calcola nel seguente modo: si fa la differenza di longitudine fra la ls dell'osservatore e quella del meridiano centrale del fuso; tale differenza angolare si trasforma in tempo (minuti, secondi), si trova cioè la differenza di longitudine espressa in minuti e secondi di tempo. Questa cf (correzione fuso) ha anche un segno positivo o negativo: in particolare bisogna ricordare che osservatori più a levante misurano angoli orari maggiori.
Quindi se l'osservatore si trova più a levante del meridiano centrale del fuso, la cf sarà negativa (cioè‚ da togliere), viceversa se l'osservatore si trova più a ponente del meridiano centrale del fuso la cf sarà positiva (cioè da aggiungere). Queste ultime considerazioni si possono fare in quanto valida la seconda relazione fondamentale della Cosmografia che dice:
| t - T | = | λ |
Per passare dal tf calcolato con le modalità sopra esposte, al Tm corrispondente, basterà aggiungere o togliere dall'ora tf un numero intero di ore, cioè tante ore intere quante ne dista il fuso in questione da Greenwich. Lo schema di calcolo è il seguente:
tf =___________________
+ F =___________________
Tm =____________________
il segno positivo o negativo da dare a F si deve determinare con il solito metodo; se ci troviamo in un fuso più a Ponente di Greenwich dovremo aggiungere F per passare da tf a Tm, viceversa dovremo togliere F se ci troviamo più a Levante di Greenwich. Naturalmente per un eventuale passaggio da Tm a tf si dovrà fare il contrario.
IMPORTANTE:
IN OGNI CASO, TENERE SEMPRE PRESENTE CHE OSSERVATORI PIÙ A LEVANTE HANNO, A PARITÀ DI ISTANTE DELLO STESSO ASTRO, ANGOLI ORARI MAGGIORI.